# Lode Claes
Ludovicus Frederik Philomena (Lode) Claes (Borgerhout, 17 juni 1913 – Cadzand, 16 februari 1997) was een Belgisch journalist en politicus.

## Levensloop
Na middelbare school te hebben gelopen aan het Koninklijk atheneum in Antwerpen, studeerde Claes politieke en sociale wetenschappen en rechten aan de Katholieke Universiteit Leuven. 
Tijdens zijn studies interesseerde hij zich voor het Vlaams-nationalisme. Als student politieke wetenschappen had hij heel wat belangstelling voor de Conservatieve Revolutie van onder meer Carl Schmitt en Victor Leemans. Aan de universiteit was hij betrokken bij de zgn. Politieke Academie". 
In september 1936 kwam hij aan de balie in Antwerpen als stagiair bij meester René Victor. Daarna richtte hij een eigen advocatenkantoor op, samen met advocaat Boeynaems.
Politiek leunde Claes korte tijd aan bij het Verdinaso en hij had zelfs enkele malen gesprekken met Joris van Severen. Hij werd lid van de groepering in 1931-32 en opnieuw in 1936. Odiel Spruytte raadde hem toen het Verdinaso af en hij liet zich door hem overtuigen. Hij bleef vervolgens tot in 1939 politiek niet-actief. In 1937 werd hij medewerker bij een door eerste minister Paul van Zeeland opgerichte Studiecentrum tot hervorming van de Staat en kreeg de opdracht een studie te maken over de Vlaamse politieke stromingen.
In 1939 ging hij gedurende enkele maanden in München opzoekingen doen over de grote ruimte in de geopolitiek en in het staatsrecht, in opdracht van René Victor, met de bedoeling hierover te publiceren in het Rechtskundig Weekblad. 
Bij zijn terugkeer in België werd hij, wegens een oorletsel, niet opgeroepen voor het leger, maar moest in mei 1940 per fiets naar Ieper trekken om er zich ten dienste te stellen van het Belgisch leger. Na wat avontuurlijk rondrijden was hij einde mei weer in Antwerpen.

### 1940-1944
Op vraag van hoofdredacteur Jan Brans hielp Claes als redacteur mee aan het heropstarten van het dagblad Volk en Staat. Toen de eigenaars van de krant weer in Antwerpen terug waren, werd hij half augustus afgedankt.
Tijdens de Tweede Wereldoorlog stond hij in de collaboratie als ambtenaar bij de Nationale Landbouw- en Voedingscorporatie. Hij werd er verantwoordelijk voor de organisatie van de visdistributie. Deze functie had hij gekregen dankzij zijn vriend Piet Meuwissen. Naar aanleiding van zijn huwelijk verhuisde hij in februari 1941 naar Vorst bij Brussel.
Tot in november 1941 was hij eveneens directeur-generaal van de Studie- en Voorlichtingsdienst op het ministerie van Binnenlandse Zaken. Daarna werd hij adjunct-commissaris voor de Grote Agglomeraties, onder de commissaris-generaal Hendrik Borginon.
Bij de oprichting van Groot-Brussel in de loop van 1942 werd hij, als partijloze voorgedragen door het Vlaams-Nationaal Verbond, benoemd tot schepen, onder het burgemeesterschap van Jan Grauls. Na eerst wat rechtszaken te hebben behandeld, werd hij schepen van de burgerlijke stand.

### Na 1944
In september 1944 dook Claes onder in Antwerpen. Hij werd echter begin december ontdekt en ingerekend. Hij werd veroordeeld tot 15 jaar gevangenis, wegens zijn collaboratie tijdens de Tweede Wereldoorlog, waarvan hij er bijna vijf uitzat en was opgesloten in Sint-Gillis en daarna in het Klein Kasteeltje, waar een lossere discipline heerste. In september 1949 kwam hij vrij.
In de gevangenis had hij het bezoek gekregen van de jezuïeten Karel Van Isacker en Hubert Drijvers, die hem aanboden om voor De Vlaamse Linie te werken. Na zijn vrijlating werd hij er in 1950 voltijds redacteur en schreef er onder het pseudoniem  Georges Frederickx. Hij werkte er samen met o.m. Karel Vertommen, Albe, Jeroom Verhaeghe en ook de redacteur van de Nederlandse Linie Anthony Mertens.
In 1952, nadat hij zijn burgerrechten had teruggekregen, stapte hij over naar de Antwerpse redactie van De Standaard. Einde 1955 richtte hij een eigen weekblad op onder de naam Vandaag, waarvan slechts twee nummers verschenen. In 1956-57 vervulde hij allerhande kleine jobs en werd secretaris van het Instituut voor Industriële Vormgeving. In 1958 werd hij secretaris-generaal van de Economische Raad van Vlaanderen, wat hij bleef tot in 1964. In die jaren was hij ook actief als secretaris-generaal van de Vereniging voor Economie, wat hij was van 1962 tot 1964, en lid van het Bureau van het Belgisch Instituut voor de Wetenschap der Politiek, een functie die hij uitoefende vanaf 1963.
In 1964 maakte hij kennis met baron Lambert, die hem uitnodigde voor een gesprek. Hierop was ook oud-minister Camille Gutt aanwezig. Ze boden hem een beheerdersfunctie aan binnen de Groep Lambert. In maart 1965 werd hij afgevaardigd bestuurder van de Bank Lambert, in 1975 gefuseerd met Bank van Brussel tot Bank Brussel Lambert (tegenwoordig ING). Hij bleef actief binnen de groep tot aan zijn pensioen in 1982.

### Politiek
In 1965 werd Claes, op verzoek van Frans Van der Elst, lid van de Volksunie. Hij werd voor deze partij lid van de Brusselse Agglomeratieraad en de Gewestelijke Economische Raad voor Brabant en van 1969 tot 1971 was hij lid van het partijbestuur.
In 1968 werd hij in de Senaat verkozen als rechtstreeks gekozen senator voor het arrondissement Brussel, wat hij bleef tot in 1978. In de Senaat hield Claes zich voornamelijk bezig met financiële en economische vraagstukken, waarbij hij een uitgesproken neoliberale visie had. In de periode december 1971-december 1978 had hij als gevolg van het toen bestaande dubbelmandaat ook zitting in de Cultuurraad voor de Nederlandse Cultuurgemeenschap, die op 7 december 1971 werd geïnstalleerd en de verre voorloper is van het Vlaams Parlement. 
In 1976 werd hij gemeenteraadslid in Elsene, als enige Vlaamse verkozene, en oefende dit mandaat uit tot in 1982.
In 1975 stelde hij zich kandidaat voor het voorzitterschap van de Volksunie, maar ondanks de steun van Vander Elst en van Wim Jorissen moest hij het afleggen tegen de meer 'linkse' Hugo Schiltz. Wegens onvrede met het Egmontpact en door zijn persoonlijke tegenstellingen met Schiltz verliet hij in 1977 de Volksunie en stichtte zijn eigen partij: de Vlaamse Volkspartij (VVP). 
In 1978 ging hij een tijdelijk kieskartel aan met de Vlaams Nationale Partij van Karel Dillen, een andere Volksuniedissident. Dit kartel, het Vlaams Blok, had slechts één verkozene: Karel Dillen. Claes werd nipt niet verkozen, hoewel iedereen veronderstelde dat net hij wél zou terugkeren naar het parlement. Zijn Vlaamse Volkspartij nam in 1979 wel nog deel aan de Europese verkiezingen onder de opvallende slagzin 'Vlaanderen kent geen grenzen', maar kon geen succes behalen en verdween. Daarna keerde Claes terug naar de journalistiek, als directeur en vervolgens columnist voor het financieel-economische magazine Trends (Roularta) in 1980.

### Mentor en inspirator
In de jaren tachtig bleef Claes aan politieke netwerking doen. Hij kreeg hiervoor een uitstekende basis aangeboden door de krantenuitgever Willy De Nolf en werd directeur van het weekblad Trends.
Hij organiseerde een eigen denktank, waarin o.a. de naam van Herman Van Rompuy opvalt. Begin jaren negentig lag hij - met zijn zogenaamde Eén Oktobergroep - mee aan de basis van de verruiming van de Vlaamse PVV naar de VLD. Onder meer Edwin Truyens, Paul Belien, prof. Raoul Bauer, prof. Boudewijn Bouckaert, prof. Chris Van Sumeren, Jaak Gabriels, Gerolf Annemans en Guy Verhofstadt waren lid van deze denktank die van de VLD een partij van conservatieve christendemocraten, Vlaams-nationalisten en liberalen wilde maken. Lode Claes zelf werd uiteindelijk géén lid van de VLD, die wel verruimde maar niet in de mate die door Claes was vooropgesteld.
Daarnaast nam Claes ook de leiding van een meer losse groep geïnteresseerden, waarvan de spillen twee kaderleden waren van Electrabel, Felix Michielsen (oud-kabinetsmedewerker van Leo Tindemans) en Jozef Godefroid. Een vijftigtal deelnemers waren telkens aanwezig op spreekbeurten over actuele thema's. Behalve de hierboven genoemden van de Eén Oktobergroep, zag men daar onder meer Jean-Pierre De Bandt, Pieter Huys, Stefaan De Clerck, Fernand Keuleneer, Pieter Demeyere (VKW), graaf Evrard de Limburg Stirum, graaf Charles d'Ursel enz.
Kort voor hij in 1997 op 83-jarige leeftijd overleed, werkte hij volop aan Tweedracht en macht, een vervolg op zijn vorige boeken.

## Privé
Claes trouwde begin 1941 met een nicht van de Franstalige schrijfster Marie Gevers. Het huwelijk liep na korte tijd op de klippen en hij bleef vele jaren vrijgezel. Hij hertrouwde in de jaren tachtig met de romaniste Agnès Caers (°1939).
Naast een appartement in Elsene, woonde Claes vanaf zijn tweede huwelijk meestal in een bescheiden woning in het Nederlandse Cadzand.

## Visie
Claes beoogde geen institutionele veranderingen, maar wilde met zijn Vlaamse Volkspartij de Vlaamse demografische meerderheid aanwenden door het voeren van een sterke politiek om zo de Belgische staat over te nemen. Hij hekelde meermaals de Vlaamse nederlaagpartijen die geen eensgezind front konden vormen en die door de pariteit van een federale staat die Vlaamse meerderheid verkwanseld hadden.

## Publicaties
- De Vlaamse Beweging en de hervorming van de staat - Le mouvement flamand et la réforme de l'état, in: De hervorming van den staat, (1937) en in: Luc Pauwels (ed), Vlaamse Macht, in herinnering aan Lode Claes, Wijnegem, 1998.
- Dossier van de regering in Londen 1940-1944, in: De Linie, 1955.
- Economisch regionalisme en culturele autonomie in België, in: Streven, 1960.
- Het verdrongen verleden, Davidsfonds, Leuven, 1963.
- Het misverstand der tweetaligheid, in: De Maand, 1963.
- Van federaliseringsproces naar federatie, in: Streven, 1968.
- Federalisme met twee! Brussel nooit op de wip in: De Post, 1968.
- Wat en waar is "rechts" in België? (1956).
- Beginselverklaring van de Vlaamse Volkspartij (1977).

De kern van zijn ideeën schreef hij neer in zijn column 'Debat' in Trends en in de boeken
- De afwezige meerderheid, Davidsfonds, Leuven, 1985.
- De afwendbare nederlaag, Davidsfonds, Leuven, 1986.